# Atom Willard
Adam David Willard, meglio conosciuto con il nome d'arte Atom Willard (San Diego, 15 agosto 1973), è un batterista statunitense.
Attivo dal 1990, Willard è conosciuto per la sua presenza in band quali Rocket from the Crypt (1990-2000) e Offspring (2003-2007). Ha fatto parte del gruppo Angels & Airwaves (2005-2011), di cui fa parte anche Tom DeLonge, cantante e chitarrista dei blink-182. Nell'ottobre del 2011, Willard lascia gli Angels & Airwaves per iniziare un nuovo progetto, the HELL.
Willard ha suonato anche in altri progetti come i MOTH, The Special Goodness,  gli Overflow-Crowds e attualmente con Danko Jones e Alkaline Trio.

## Carriera musicale
Rocket from the Crypt 
Adam entrò nella band dopo l'allontanamento del primo batterista, Sean.
Willard la lasciò nel 2000.
 MOTH 
Atom Willard suonò per i MOTH nel loro terzo album "Provisions, Fiction and Gear" uscito nel 2002 per la Virgin Records. Lasciò la band per entrare in un'altra band di successo, gli Offspring.
Fu rimpiazzato nei MOTH dal batterista Kevin Hogle.
 The Offspring 
Adam Willard fu il batterista degli Offspring tra il 2003 e il 2007.
Adam si inserì nel gruppo nel 2003, sostituendo il popolare Ron Welty durante le registrazioni del loro settimo album Splinter. Tuttavia sia Adam che Welty non vennero indicati nell'album.
Pete Parada si occupa attualmente della batteria.
Come membro della band Willard partecipò a numerosi tour attorno al mondo incluso il "Vans Warped Tour" nel 2005, in supporto delle due registrazioni della band, Splinter ed il Greatest Hits.
Lasciò la band nel luglio 2007 per concentrare il suo lavoro con il gruppo Angels & Airwaves e fu sostituito da Pete Parada, batterista dei Saves the Day e dei Face to Face.
 Angels & Airwaves 
Nel 2006, mentre gli Offspring erano in tour, Willard entrò a far parte degli Angels & Airwaves, La band è stata creata da Tom DeLonge, membro dei Blink-182, insieme all'ex-chitarrista dei Box Car Racer David Kennedy e al bassista dei The Distillers Ryan Sinn, sostituito in seguito dall'ormai ex-bassista dei Thirty Seconds to Mars, Matt Wachter.
Il loro album di debutto, We Don't Need to Whisper, fu pubblicato il 23 maggio 2006. Il primo singolo è stato "The Adventure".
La band ha pubblicato anche altri 2 dischi: I-Empire (2007) e LOVE (2010), pubblicato totalmente gratis. Con gli Angels & Airwaves Willard registra anche il quarto album, Love Part 2 (2011), uscito l'11/11/11. Prima della sua uscita, però, nell'ottobre del 2011, Atom lascia gli Angels and Airwaves, e viene sostituito da Ilan Rubin.
 theHELL 
Durante il 2011 Willard lavora insieme a Matt Skiba degli Alkaline Trio al primo ep della band theHELL , l'ep contenente 4 canzoni esce il 13 gennaio 2012 con il titolo "sauvez les requins" (salvate gli squali in francese).

## Discografia

### Album con gli Offspring
- 2003 - Splinter

### Compilation con gli Offspring
- 2005 - Greatest Hits
- 2005 - Complete Music Video Collection

### Singoli con gli Offspring
- 2003 - Hit That
- 2004 - (Can't Get My) Head Around You
- 2004 - Spare Me the Details
- 2005 - Next to You
- 2005 - Can't Repeat

### Album con gli Angels & Airwaves
- 2006 - We Don't Need to Whisper
- 2007 - I-Empire
- 2010 - LOVE
- 2011 - Love Part 2

### Singoli con gli Angels & Airwaves
- 2006 - The Adventure
- 2006 - It Hurts
- 2006 - Do It for Me Now
- 2006 - The War
- 2007 - Everything's Magic
- 2008 - Secret Crowds
- 2008 - Breathe
- 2009 - Hallucinations
- 2011 - Anxiety

### Album con i Rocket from the Crypt
- 1991 - Paint as a Fragrance
- 1992 - Circa: Now!
- 1995 - Hot Charity
- 1995 - Scream, Dracula, Scream!
- 1998 - RFTC

### Compilation con i Rocket from the Crypt
- 1993 - All Systems Go
- 1999 - All Systems Go 2

### EP con i Rocket from the Crypt
- 1995 - The State of Art is on Fire
- 1999 - Cut Carefully and Play Loud

### EP con theHELL
- 2012 - Sauve les requins

### Album con Danko Jones
- 2012 - Rock and Roll is Black and Blue